# CEMPER

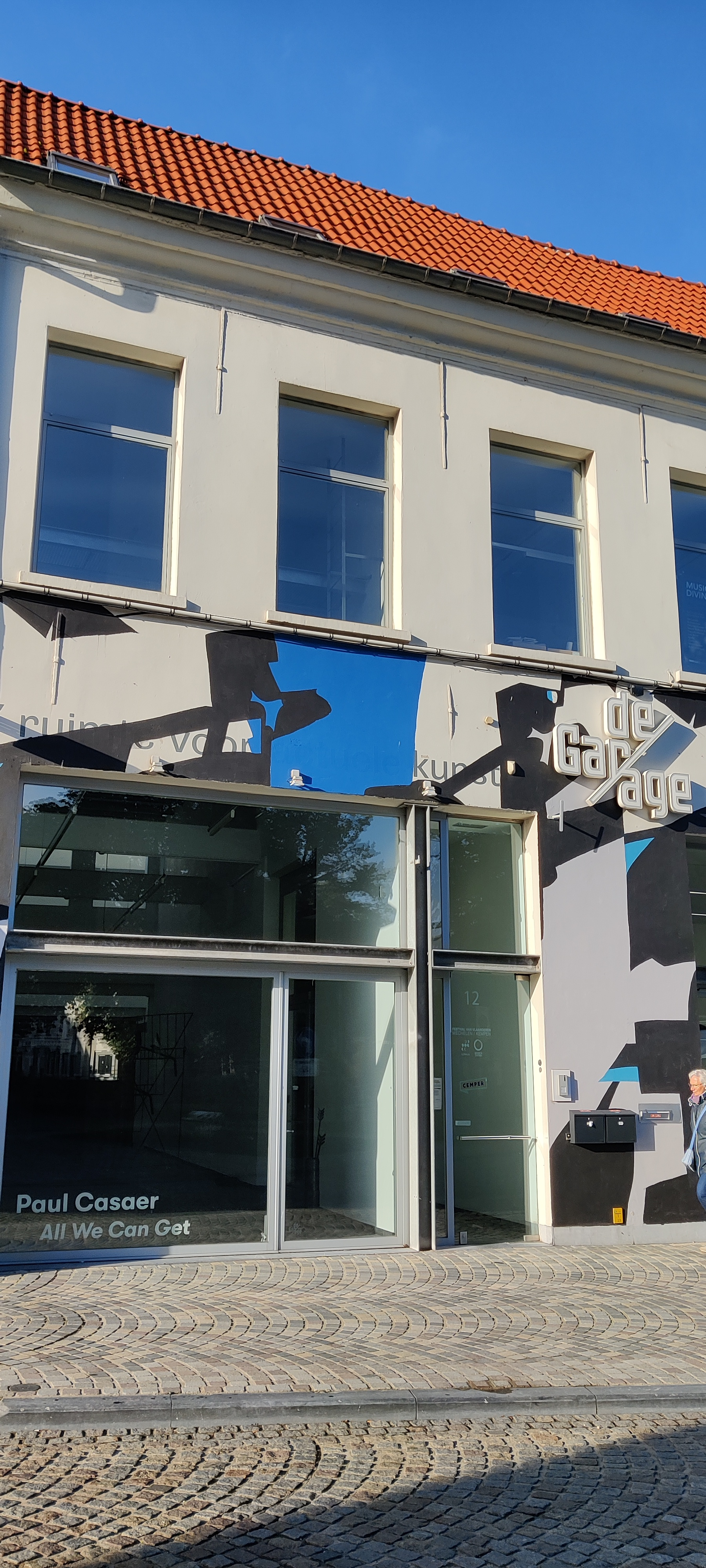
Kantoren CEMPER, boven De Garage

CEMPER is het centrum voor muziek- en podiumerfgoed in Vlaanderen. De organisatie ontstond in 2019 uit een fusie van Het Firmament en Resonant. Het Firmament richtte zich voorheen op podiumkunstenerfgoed, Resonant op muzikaal erfgoed.

## Werking

### Advies en ondersteuning
CEMPER is het aanspreekpunt voor iedereen die professioneel of als amateur in aanraking komt met het erfgoed van muziek en podiumkunsten. Hun advies en ondersteuning kunnen erg breed gaan, van de omgang met het erfgoed over publieke zichtbaarheid tot het vinden van bepaalde stukken of zeldzame vakmensen. CEMPER geeft ook geregeld vormingen over allerlei aspecten van omgaan met muziek- en podiumerfgoed en dat voor verschillende doelgroepen.

### Projecten
Samen met partnerorganisaties uit het kunsten- en erfgoedveld is CEMPER actief in projecten, zowel om de expertise uit te breiden als om de dienstverlening te optimaliseren.
Naast de eerder ad hoc ondersteuning en advies organiseert CEMPER samen met meemoo intensievere archiefdoorlichtingstrajecten, waarbij ze muziek- en podiumorganisaties ondersteunen bij de zorg voor hun archief. Voor alle kunstenaars en kunstenorganisaties, die archiefzorg niet als kerntaak hebben is er het project TRACKS, waarin CEMPER partner is.
In waarderingsprojecten onderzoekt CEMPER de verschillende mogelijke erfgoedwaarden van collecties. Dit gebeurde onder meer met historische decordoeken, een traject dat onder meer resulteerde in Bruno Forments boekpublicatie Droomlanders — Tovenaars van het geschilderde toneeldecor (Davidsfonds en CEMPER, 2021).
Een ander in het oog springend project dat heel wat persaandacht kreeg is de herbestemming van de historische poppencollectie in 2021. Vanuit de historiek van CEMPERs voorganger Het Firmament beheerde CEMPER honderden poppen van drie generaties van de familie Contryn (Jef, Louis en Paul), medewerkers van de School voor Poppenspel (1970−2002), de figurentheaters Spelleke van Ulenspiegel (1942−1943) en Hopla (1948−1964) en van het Gentse Theater Taptoe (1968−2010), gesticht door Luk De Bruyker. Na een waarderingstraject kregen 400 poppen met erfgoedwaarde een nieuwe bestemming bij Amsab-ISG (Gent), Huis van Alijn (Gent), de Koninklijke Musea voor Kunst en Geschiedenis (Brussel), het Museum Hof van Busleyden (Mechelen) en het Centro Internacional del Títere de Tolosa (Tolosa, Spanje).

### Immaterieel erfgoed
Bijzonder voor muziek- en podiumerfgoed is dat er naast materiële overblijfselen (gebouwen, decors, kostuums, partituren, teksten, opnames,...) ook een belangrijk immaterieel luik is dat aandacht verdient. Samen met partners als Werkplaats immaterieel erfgoed spant CEMPER zich in om immateriële praktijken en zichtbaar te maken. In het verleden kwamen zo al onder meer de Vlaamse beiaardcultuur, figurentheater, jachthoornblazen en de fanfarecultuur onder de aandacht. Fanfarecultuur kwam onder impuls van CEMPER en VLAMO op de officiële Vlaamse Inventaris Immaterieel Cultureel Erfgoed.

## Team
CEMPER werkte in 2022 met een team van 17 mensen (7,59 VTE). De eerste directeur van CEMPER was Veerle Wallebroek. Zij was ook directeur van voorganger Het Firmament. In september 2022 volgde Mariet Calsius haar op.

## Locatie

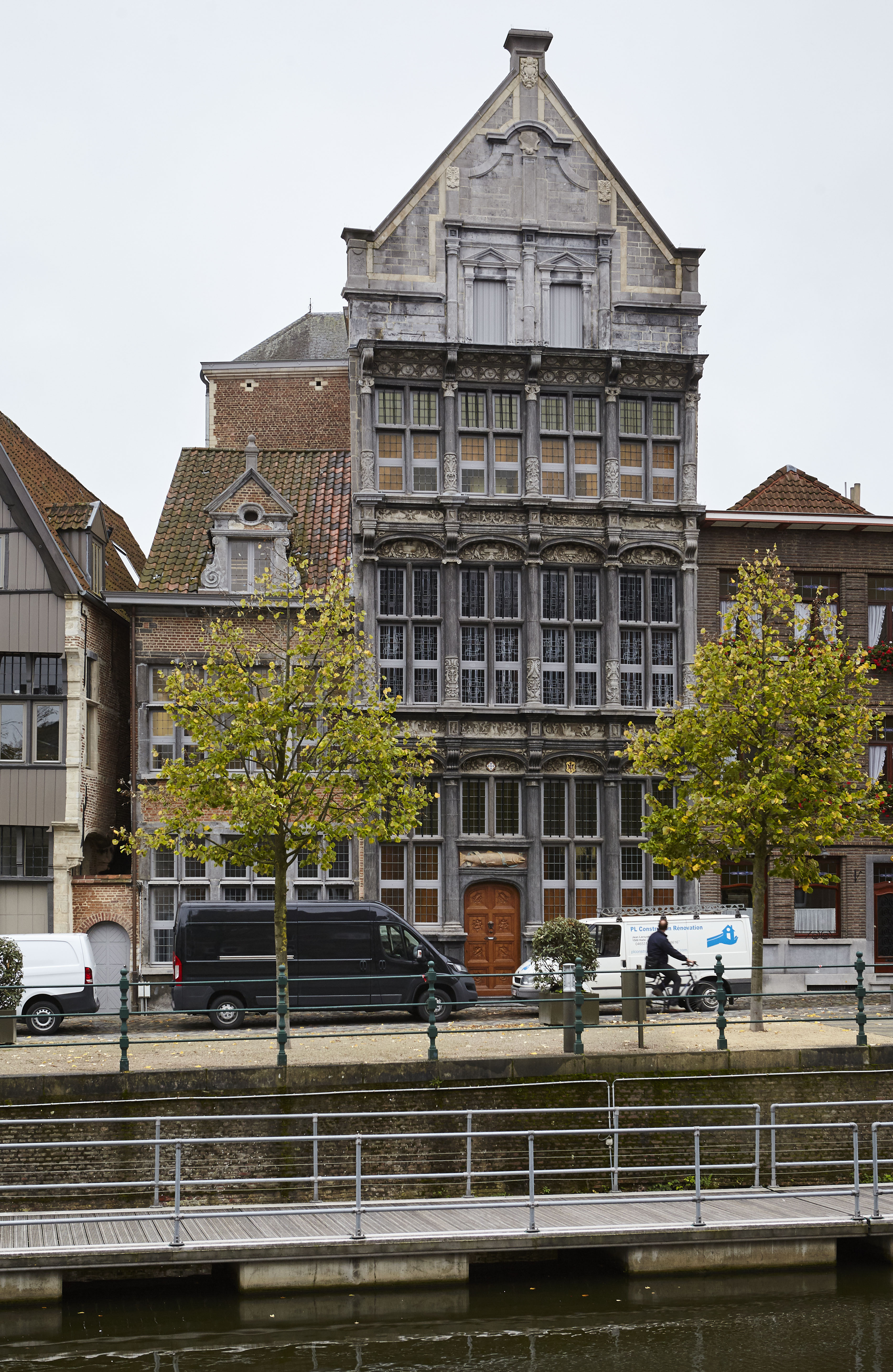
Voormalige kantoorlocatie CEMPER - De Zalm (Zoutwerf 5, Mechelen)

Aanvankelijk vond de fusieorganisatie CEMPER onderdak in het historische pand De Zalm in Mechelen, de stad waar voorheen ook Het Firmament haar kantoor had. In 2021 verhuisde CEMPER naar een kantoorruimte boven de tentoonstellingsruimte De Garage, vlak bij de Sint-Romboutskathedraal.